# (17428) Charleroi
(17428) Charleroi (1989 DL) – planetoida z pasa głównego asteroid okrążająca Słońce w ciągu 7,81 lat w średniej odległości 3,93 j.a. Odkryta 28 lutego 1989 roku przez belgijskiego astronoma Henri Debehogne.
Planetoida została nazwana na cześć belgijskiego miasta Charleroi.